# Keiichiro Nagashima
Keiichiro Nagashima é uma atleta de Patinação de velocidade.
Os patinadores Keiichiro Nagashima e Joji Kato, respectivamente prata e bronze na Patinação de velocidade, receberão da Nidec Sankyo Corp uma quantia em dinheiro por terem alcançado êxito na competição. A companhia japonesa possui tradição em formar grandes atletas da patinação, entre eles Hiroyasu Shimizu, ouro nas Olímpiadas de Nagano.
A empresa, sediada em Nagano, pagará 10 milhões de Ienes a Nagashima e 6 milhões a Joji Kato, sendo que metade da quantia total será paga do bolso do presidente da Nidec, Shigenobu Nagamori, em reconhecimento ao treinamento árduo dos dois atletas.
Nagashima e Kato disputaram com o sul-coreano Mo Tae Bum, que venceu a prova.